# Manuel Peralta Salinas
Francisco Manuel Peralta Salinas (Capiatá, Paraguay, 6 de junio de 1988) es un futbolista paraguayo, que se desempeña de arquero. Actualmente integra el plantel de Almirante Brown, de la Primera B de Argentina.

## Biografía
Su hermano Francisco Javier también es futbolista, ambos compartieron equipo en el Club El Porvenir.

## Clubes
| Club                     | País      | Año             |
| ------------------------ | --------- | --------------- |
| Club El Porvenir         | Argentina | 2009 - 2010     |
| Defensores de Cambaceres | Argentina | 2011            |
| Club Deportivo Capiatá   | Paraguay  | 2011            |
| Club El Porvenir         | Argentina | 2012 - 2014     |
| Midland                  | Argentina | 2014 - 2016     |
| Almirante Brown          | Argentina | 2017 - presente |